# Јевтића Луке
Јевтића Луке је археолошко налазиште у Вишесави, насељеном месту на територији општине Бајина Башта. На локалитету се налазе остаци виле рустике евидентирани 1962. године приликом истраживања неолитског насеља на локалитету Кременило, стотинак метара западно ка Дрини.
Археолошки је ископана готово у целости током 1985. године. Локалитет је смештен на благој косини левкастог усека који је широм страном окренут ка бајинобаштанском пољу и Дрини. Објекат је димензија 20x14,5m, са седам неједнаких просторија и зидовима дебљине 50—60cm, слабо очуваним, често само у темељима, плитко фундираним и рађеним у сухозиду. Боље су сачувани подови различитог квалитета у виду глатког малтерног премаза црвенкасте боје или са грубим малтерним премазом изнад слоја од облутака и ломљеног камена. Број покретних налаза (грнчарија, кровне опеке и гвоздени клинови) није био довољан за конкретније закључке. Конфигурација терена и присуство грађевинског шута са северне и северозападне стране објекта указали су на постојање других просторија, које са откопаним објектом чине целину.
Значајан је због близине римских налазишта и рударско-експлотационог базена у Домавији, с друге стране Дрине, где су због стратегијског, војног и економског значаја те области биле стациониране елитне римске легије.